# Гиль, Павел Евстафьевич
Гиль Павел Евстафьевич (13 декабря 1937, Олеск, Волынское воеводство — 21 октября 2005, Кривой Рог, Днепропетровская область) — советский машинист экскаватора, Герой Социалистического Труда (1981).

## Биография
Родился 13 декабря 1937 года в селе Олеск (ныне в Ковельском районе Волынской области).
В 1956 году окончил Пятихатское училище механизации сельского хозяйства. В 1954—1956 годах работал люковым на шахте № 5 рудоуправления имени М. В. Фрунзе. В 1956—1957 годах поднимал целину в составе Урумкайской МТС Кокчетавской области.
Начиная с 1958 года работает на Центральном горно-обогатительном комбинате. В 1958—1960 годах работал бульдозеристом, помощником экскаваторщика, с 1961 года — машинистом экскаватора, бригадиром комплексной бригады ЦГОКа. В 1961 году установил свой первый рекорд — отгрузил более миллиона кубометров горной массы в год. Такая производительность труда экипажа одного экскаватора была редким явлением в 1960-е годы. Новатор производства, благодаря ему продолжительность цикла экскавации доведена до 21—23 секунд вместо 32 ранее. Одним из первых в Кривбассе внедрил бригадный подряд. Опыт его работы нашёл применение в карьерах Кривбасса. Был инициатором движения экскаваторщиков — дважды «миллионеров». Производственные планы выполнял на 140 %. В 1975—1995 годах бригада Павла Евстафьевича установила два мировых и пять всесоюзных рекордов.
Указом Президиума Верховного Совета СССР от 2 марта 1981 года за выдающиеся производственные достижения, досрочное выполнение заданий десятой пятилетки и принятых социалистических обязательств по выпуску продукции, улучшению её качества, повышению производительности труда и проявленную трудовую доблесть Гилю Павлу Евстафьевичу присвоено звание Героя Социалистического Труда с вручением ордена Ленина и золотой медали «Серп и Молот».
Был депутатом Верховного Совета СССР 10, 11 созывов (1979—1989). В 1986 году на Аллее трудовой славы ВДНХ УССР был установлен портрет Павла Гиля.
Работал на ЦГОКе до выхода на пенсию.
Умер 21 октября 2005 года в Кривом Роге, где и похоронен на Центральном кладбище.

## Награды
- Орден Трудового Красного Знамени (30.03.1971);
- Орден Ленина (19.02.1974);
- Государственная премия УССР в области науки и техники (1976);
- медаль «Серп и Молот» (02.03.1981);
- Орден Ленина (02.03.1981);
- Государственная премия СССР (1988) — за активное участие в техническом творчестве, большой личный вклад в увеличение производства и повышение качества металлопродукции;
- Днепропетровская областная премия имени Бабушкина;
- Знак «Шахтёрская слава» 3-й степени;
- Знак «За заслуги перед городом» (Кривой Рог) 3-й степени.

## Память
- Имя на Стеле Героев в Кривом Роге.
- Турнир ЦГОКа по самбо на приз Героя Социалистического Труда П. Е. Гиля.